# Кристал-Лейк (округ Полк, Флорида)
Кристал-Лейк (англ. Crystal Lake) — переписна місцевість (CDP) в США, в окрузі Полк штату Флорида. Населення — 5768 осіб (2020).

## Географія
Кристал-Лейк розташований за координатами 28°2′9″ пн. ш. 81°53′59″ зх. д. / 28.03583° пн. ш. 81.89972° зх. д. (28.035908, -81.899669).  За даними Бюро перепису населення США в 2010 році переписна місцевість мала площу 7,12 км², з яких 6,50 км² — суходіл та 0,62 км² — водойми.

## Демографія
Згідно з переписом 2010 року, у переписній місцевості мешкало 5514 осіб у 1998 домогосподарствах у складі 1317 родин. Густота населення становила 775 осіб/км².  Було 2307 помешкань (324/км²).
Расовий склад населення:
| - 64,9 % — білих - 22,4 % — чорних або афроамериканців - 1,2 % — азіатів - 0,3 % — корінних американців - 0,2 % — вихідців з тихоокеанських островів - 6,6 % — осіб інших рас |

До двох чи більше рас належало 4,4 %. Частка іспаномовних становила 18,3 % від усіх жителів.
За віковим діапазоном населення розподілялося таким чином: 28,7 % — особи молодші 18 років, 60,5 % — особи у віці 18—64 років, 10,8 % — особи у віці 65 років та старші. Медіана віку мешканця становила 31,1 року. На 100 осіб жіночої статі у переписній місцевості припадало 97,3 чоловіків;  на 100 жінок у віці від 18 років та старших — 94,9 чоловіків також старших 18 років.
Середній дохід на одне домашнє господарство  становив 40 583 долари США (медіана — 31 919), а середній дохід на одну сім'ю — 42 487 доларів (медіана — 33 373). Медіана доходів становила 29 021 долар для чоловіків та 27 868 доларів для жінок. За межею бідності перебувало 35,3 % осіб, у тому числі 52,4 % дітей у віці до 18 років та 16,1 % осіб у віці 65 років та старших.
Цивільне працевлаштоване населення становило 2374 особи. Основні галузі зайнятості: освіта, охорона здоров'я та соціальна допомога — 23,3 %, роздрібна торгівля — 20,0 %, виробництво — 13,6 %, мистецтво, розваги та відпочинок — 11,7 %.